# Hunchback II: Quasimodo's Revenge
Hunchback II: Quasimodo's Revenge è un videogioco pubblicato nel 1984-1985 per Amstrad CPC, Commodore 64 e ZX Spectrum dalla Ocean Software, primo seguito solo per computer dell'arcade Hunchback. Come il predecessore è di genere platform e ha per protagonista Quasimodo, il gobbo di Notre-Dame de Paris, impegnato a liberare Esmeralda.

## Modalità di gioco
Il gioco è ambientato in una torre formata da livelli a schermo singolo, con visuale di profilo, piuttosto complicati rispetto a quelli del primo Hunchback. Ciascuno è formato principalmente da piattaforme fisse, piattaforme mobili e corde campanarie. Alcune delle corde si accorciano e allungano continuamente.
Quasimodo può camminare orizzontalmente, saltare e arrampicarsi sulle corde. Per completare un livello deve raccogliere tutte le campane piccole presenti, tranne un livello in cui deve azionare delle campane grandi. Al contatto con un qualsiasi pericolo si perde una vita.
I livelli sono infestati da pipistrelli, palle di fuoco, frecce e altri pericoli mobili da evitare. Anche cadere fuori dal fondo dello schermo è letale. Su Commodore 64 sono presenti anche delle grandi viti senza fine che possono arrotolare Quasimodo se ci finisce sopra.
Oltre all'aspetto estetico, i livelli sono piuttosto diversi anche come struttura nella versione ZX Spectrum, che ha 7 livelli, rispetto agli altri due computer, che hanno 5 livelli.
Solo su Commodore 64 è presente musica di Martin Galway.